# Präfektur Chiba
Chiba (veraltet auch Tschiba; jap. 千葉県 Chiba-ken, deutsch ‚Präfektur Chiba‘, englisch Chiba Prefecture/Prefecture of Chiba) ist eine der Präfekturen Japans. Sie liegt in der Region Kantō am Südostrand der Insel Honshū. Präfekturhauptstadt von Chiba ist die gleichnamige Stadt Chiba. Beide sind nach dem inzwischen aufgelösten gleichnamigen Landkreis Chiba und der dort im Mittelalter herrschenden Adelsfamilie Chiba benannt.

## Geographie
Sie grenzt im Norden an die Präfektur Ibaraki und im Westen an die Präfekturen Tokio und Saitama. Die Präfektur erstreckt sich größtenteils über die Bōsō-Halbinsel mit dem Bōsō-Hügelland (房総丘陵 Bōsō-kyūryō), dessen höchste Erhebung der 402 m hohe Atago-yama ist; das ist der niedrigste höchste Punkt unter allen 47 Präfekturen. Der nördliche Teil der Präfektur wird größtenteils durch das Shimousa-Plateau (下総台地 Shimousa-daichi) gebildet, während sich im Nordosten der Präfektur die fruchtbare Kujūkuri-Ebene (九十九里平野 Kujūkuri-heiya) erstreckt.
Die Präfektur Chiba ist für Touristen vor allem deshalb bekannt, weil sich hier, bei Narita, der internationale Flughafen von Tokio befindet und auch das Tokyo Disneyland auf der Gemarkung von Urayasu.

## Geschichte
Die Präfektur Chiba umfasst weitgehend die Ritsuryō-Provinzen Awa, Kazusa und Shimousa und entstand, nach mehreren Verwaltungsreformen, am 15. Juni 1873 aus den davor gebildeten Präfekturen Kisarazu und Imba. Nahezu ihre heutigen Grenzen erreichte sie 1875, als die Landkreise Katori, Sōsa und Kaijō von Niihari, das sonst nach Ibaraki eingegliedert wurde, im Nordosten Teil von Chiba wurden und gleichzeitig mehrere Landkreise von Chiba im Nordwesten an Ibaraki und ein kleines Gebiet an Saitama übertragen wurden.
Der Name Chiba bedeutet auf Deutsch Tausend Blätter und war der Name der Herrscherfamilie Chiba im zwischen dem 12. und 16. Jahrhundert. Deren Residenz Chiba (千葉荘) lag in Chiba, einem Landkreis der Provinz Shimousa unter dem aus der Antike stammenden Ritsuryō-System.
In Chiba befindet sich der Tempel Shinsho-ji, ein weitläufiger Komplex aus dem 10. Jahrhundert, der der buddhistischen Shingon-shū gehört, die für ihre strikte Askese bekannt ist.

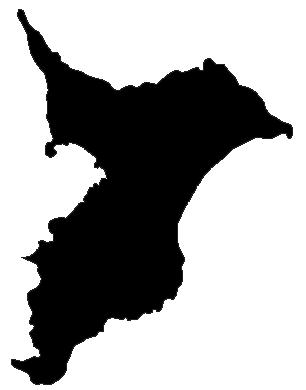
Umrisse
Physische Karte
Politische Karte: Gemeindeeinteilung seit 2013, designierte Großstadt violett, sonstige kreisfreie Städte pink, [hist. kreisangehörige] Städte braun, das letzte Dorf türkis
Bōsō-Halbinsel
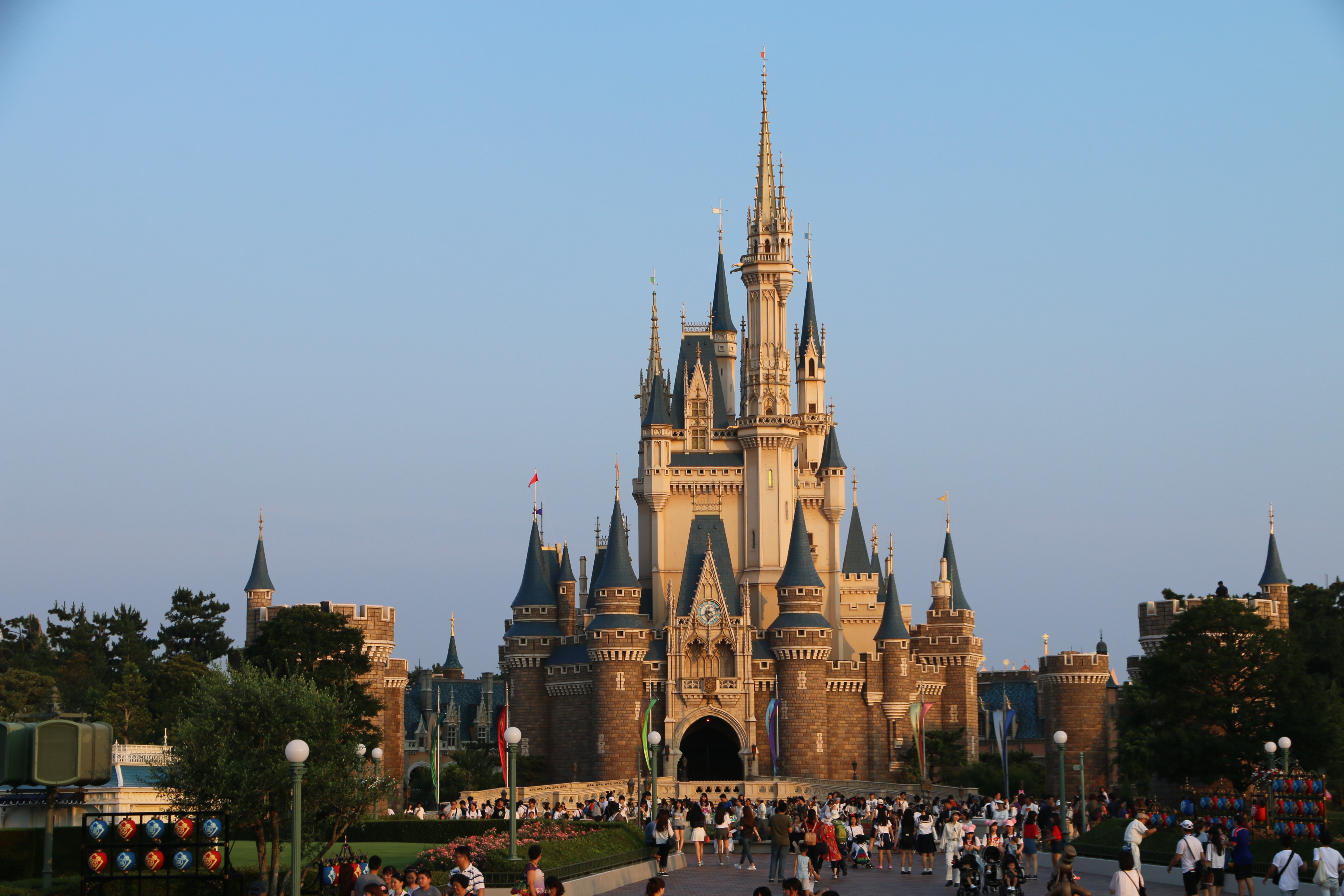
Tokyo Disneyland
Präfekturgrenzschild von Chiba

## Wirtschaft

### Industrie
Die Präfektur Chiba beherbergt eines der größten Industriegebiete Japans. Vor dem Zweiten Weltkrieg konzentrierte sich die Industrie in der Präfektur auf die Brauereiindustrie, insbesondere auf die Herstellung von Sojasauce, Sake und Mirin, dem süßen Kochsake. Nach dem Krieg expandierte das verarbeitende Gewerbe stark. Die Präfektur wurde 1950 als Standort für eine große Fabrik von Kawasaki Steel ausgewählt. Zur gleichen Zeit begann die Präfekturregierung mit einem groß angelegten Landgewinnungsprogramm, um große Grundstücke am Wasser auszubaggern. Der groß angelegte Bau von Fabriken, Lagerhäusern und Docks auf diesem zurückgewonnenen Land rund um die Bucht von Tokio bildete schließlich die Keiyō-Industriezone. Die Präfektur Chiba steht heute in Bezug auf die Industrieproduktion an sechster Stelle in Japan, wobei sich der Großteil der Industrie auf die Erdöl-, Chemie-, Stahl- und Maschinenindustrie konzentriert. Zusammen machen diese Industrien fünfundvierzig Prozent der Exporte der Präfektur aus. In den letzten Jahren hat die Regierung mehr als achtzig Industrieparks finanziert, um die Entwicklung auch im Landesinneren voranzutreiben.

### Landwirtschaft
Die Präfektur weist auch die zweithöchste landwirtschaftliche Produktion Japans auf. Von allen Präfekturen erzeugt nur Hokkaidō mehr landwirtschaftliche Produkte, und Chiba führt Hokkaidō bei der Gemüseproduktion an. Erdnüsse gelten als Spezialität von Chiba: 78 Prozent der Erdnüsse des Landes werden in der Präfektur erzeugt.
Die Präfektur Chiba ist landesweit führend in der Produktion verschiedener Gemüsesorten, darunter Karotten, Kohl, Daikon-Rettich, Negi, die allgegenwärtige japanische Sorte der walisischen Zwiebel, Loquat, Nashi, die japanische Sorte der Birne, die seit zweihundert Jahren in der Präfektur angebaut wird, Tomaten und Spinat. Sie ist landesweit der zweitgrößte Produzent von Mais. Auch Reis wird angebaut, und Algen, insbesondere Nori, werden in großen Mengen in der Bucht von Tokio geerntet.

## Politik
- KPJ: 4
- KDP: 15
- DVP: 2
- Chiba seisaku giindan (~„Politikfraktion Chiba“; Unabh.): 4
- Fraktionslose und Ein-Mitglied-Fraktionen (darunter Net Chiba, Ishin): 12
- Kōmeitō: 8
- LDP: 50

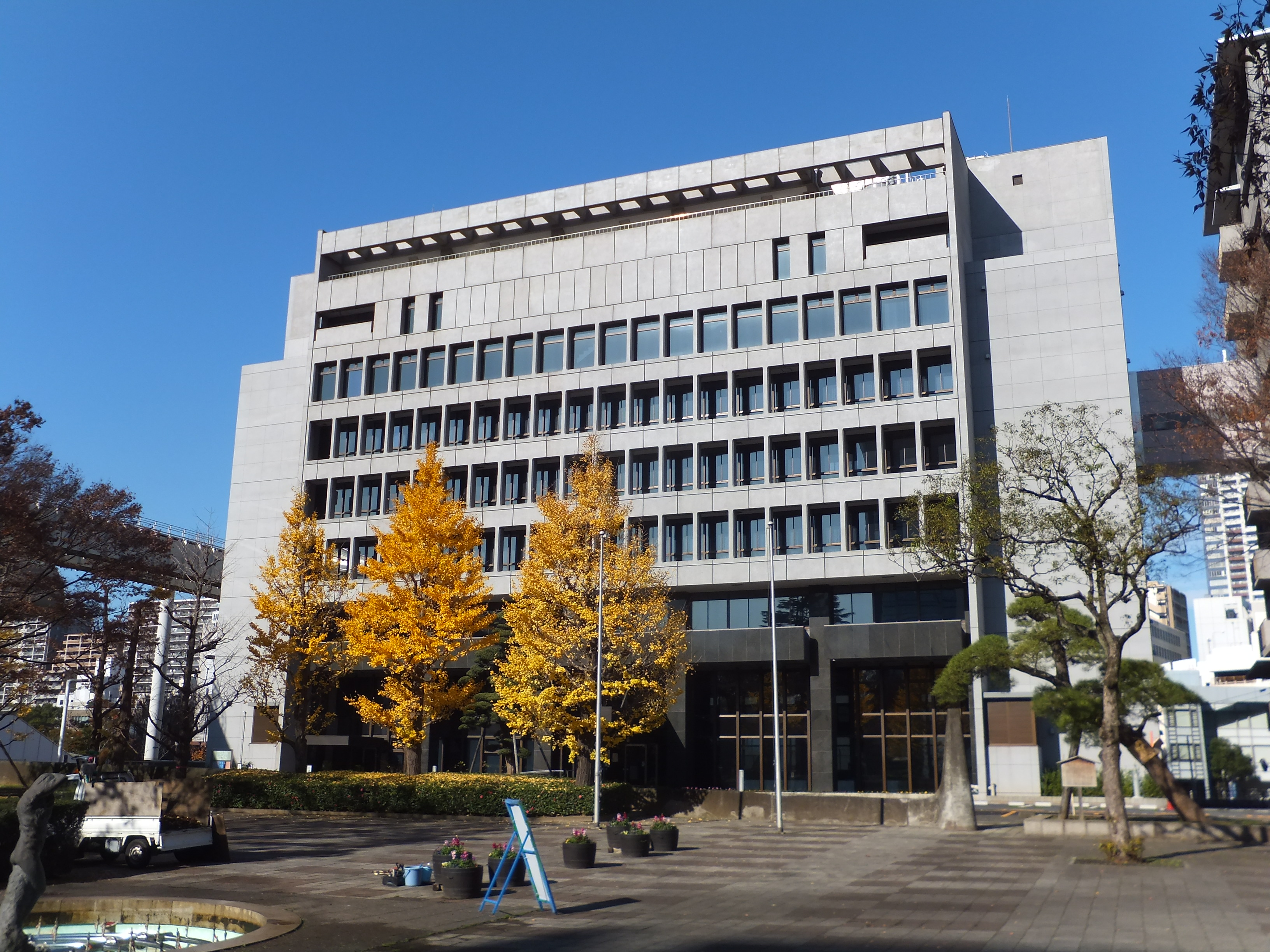
Das Parlamentsgebäude im Gebäudekomplex der Präfekturverwaltung im Bezirk Mitte der Stadt Chiba

Gouverneur von Chiba ist seit 2021 Toshihito Kumagai, vorher Bürgermeister der Stadt Chiba. Bei der Gouverneurswahl 2025 wurde Kumagai mit breiter Unterstützung aus den nicht kommunistischen Parteien und über 85 % der Stimmen für eine zweite Amtszeit wiedergewählt. Die Wahlbeteiligung sank auf 31,93 %. Im fortan 95-köpfigen Parlament blieb die Liberaldemokratische Partei bei den Wahlen im April 2023 mit 44 Sitzen klar stärkste Partei, die KDP gewann 15 Sitze, die Kōmeitō acht. 20 Sitze gingen an Kandidaten ohne formale Parteinominierung, und die LDP-Fraktion hält mit parteilosen/beitretenden Fraktionsmitgliedern ihre absolute Mehrheit.
Im nationalen Parlament ist Chiba seit 2024 durch 13 direkt gewählte Abgeordnete im Unterhaus vertreten, und ins Oberhaus wählt die Präfektur drei Abgeordnete pro Wahl. Nach der Unterhauswahl 2024 wird Chiba durch (Stand: November 2024) sieben Liberaldemokraten und sieben Konstitutionelle Demokraten repräsentiert, die Oberhausdelegation Chibas besteht nach den Wahlen 2019 und 2022 und seitherigen Parteiumbildungen aus vier Liberaldemokraten und zwei Konstitutionellen Demokraten, darunter Hiroyuki Nagahama (seit 2022 Vizepräsident der Kammer und damit fraktionslos).

## Partnerschaften
Chiba unterhält Partnerschaften mit dem Bundesstaat Wisconsin in den USA und dem Bundesstaat Pará in Brasilien. Seit 2005 bestehen außerdem Austauschbeziehungen mit der Stadt Düsseldorf in Deutschland, die 2019 zum Abschluss einer Partnerschaft führten.

## Verwaltungsgliederung
Bei der Einführung der heutigen Gemeindeformen 1889 wurde Chiba in 358 Gemeinden eingeteilt, davon 316 Dörfer. Erst 1921 wurde mit der Erhebung der Stadt Chiba (Chiba-machi) aus dem Kreis Chiba (Chiba-gun) zur Chiba-shi die erste Stadt kreisfrei. Die Zahl der Gemeinden sank in fast 100 Jahren von 349 (1920), über 310 (1950) und 111 (1955) auf derzeit 54 (seit 2010 nach Abschluss der Großen Heisei-Gebietsreform). 37 kreisfreie (-shi) und 16 kreisangehörige Städte (-machi) sowie ein Dorf (-mura) sind seit 2013 noch übrig. Die Zahl der Landkreise (-gun) sank seit 1889 bis heute von 21 auf sechs.
In nachstehender Tabelle sind die Landkreise kursiv dargestellt, darunter jeweils (eingerückt) die Gemeinden innerhalb dieser. Die ersten beiden Ziffern des Gebietskörperschaftscodes sind wie überall der Präfekturschlüssel von Chiba, die dritte Stelle gibt wie überall die Gebietskörperschaftsart an. Die sechs Landkreise sind zwar seit den 1920er Jahren keine Verwaltungseinheiten mehr, werden aber zur geographischen Einteilung weiterhin genutzt; ihnen wurden daher runde (durch 20 teilbare) Schlüssel zugeordnet, die kreisangehörigen Gemeinden erhielten fortlaufend sich anschließende Schlüssel; durch Fusionen/Eingemeindungen/Aufwertungen zu -shi sind inzwischen aber vielerorts Lücken entstanden. Am Anfang der Tabelle stehen die kreisfreien Städte. Darunter ist mit der Hauptstadt Chiba seit 1992 eine „Großstadt per Regierungsverordnung“. Funabashi ist seit 2003 eine „Kernstadt“, Kashiwa folgte im Jahr 2008.
| Code                                     | Name                                     | Name       | Fläche (in km²) | Bevölkerung  | Bevölkerung     | Bevölkerungsdichte (Ew./km²) |
| Code                                     | lat. (Hepburn)                           | jap.       | 1. Januar 2023  | 1. März 2021 | 1. Oktober 2015 | 1. Oktober 2015              |
| ---------------------------------------- | ---------------------------------------- | ---------- | --------------- | ------------ | --------------- | ---------------------------- |
| 12100                                    | Chiba-shi                                | 千葉市     | 271,76          | 981.738      | 971.882         | 3576,1                       |
| 12202                                    | Chōshi-shi                               | 銚子市     | 84,20           | 57.533       | 64.415          | 765,0                        |
| 12203                                    | Ichikawa-shi                             | 市川市     | 57,45           | 496.657      | 481.732         | 8385,2                       |
| 12204                                    | Funabashi-shi                            | 船橋市     | 61,38           | 641.499      | 622.890         | 7275,1                       |
| 12205                                    | Tateyama-shi                             | 館山市     | 110,05          | 44.692       | 47.464          | 431,3                        |
| 12206                                    | Kisarazu-shi                             | 木更津市   | 138,90          | 136.118      | 134.141         | 965,4                        |
| 12207                                    | Matsudo-shi                              | 松戸市     | 61,38           | 492.367      | 483.480         | 7876,8                       |
| 12208                                    | Noda-shi                                 | 野田市     | 103,55          | 152.227      | 153.583         | 1483,2                       |
| 12210                                    | Mobara-shi                               | 茂原市     | 99,92           | 86.446       | 89.688          | 897,6                        |
| 12211                                    | Narita-shi                               | 成田市     | 213,84          | 130.689      | 131.190         | 613,5                        |
| 12212                                    | Sakura-shi                               | 佐倉市     | 103,69          | 169.059      | 172.739         | 1665,9                       |
| 12213                                    | Tōgane-shi                               | 東金市     | 89,12           | 57.560       | 60.652          | 680,6                        |
| 12215                                    | Asahi-shi                                | 旭市       | 130,48          | 63.507       | 66.586          | 510,4                        |
| 12216                                    | Narashino-shi                            | 習志野市   | 20,97           | 174.990      | 167.909         | 8007,1                       |
| 12217                                    | Kashiwa-shi                              | 柏市       | 114,74          | 433.941      | 413.954         | 3607,8                       |
| 12218                                    | Katsuura-shi                             | 勝浦市     | 93,96           | 16.723       | 19.248          | 204,9                        |
| 12219                                    | Ichihara-shi                             | 市原市     | 368,16          | 268.038      | 274.656         | 746,0                        |
| 12220                                    | Nagareyama-shi                           | 流山市     | 35,32           | 200.298      | 174.373         | 4937,0                       |
| 12221                                    | Yachiyo-shi                              | 八千代市   | 51,39           | 200.538      | 193.152         | 3758,6                       |
| 12222                                    | Abiko-shi                                | 我孫子市   | 43,15           | 130.290      | 131.606         | 3050,0                       |
| 12223                                    | Kamogawa-shi                             | 鴨川市     | 191,14          | 31.554       | 33.932          | 177,5                        |
| 12224                                    | Kamagaya-shi                             | 鎌ケ谷市   | 21,08           | 109.370      | 108.917         | 5166,8                       |
| 12225                                    | Kimitsu-shi                              | 君津市     | 318,78          | 81.355       | 86.033          | 269,9                        |
| 12226                                    | Futtsu-shi                               | 富津市     | 205,40          | 42.280       | 45.601          | 221,9                        |
| 12227                                    | Urayasu-shi                              | 浦安市     | 17,30           | 169.749      | 164.024         | 9481,2                       |
| 12228                                    | Yotsukaidō-shi                           | 四街道市   | 34,52           | 93.233       | 89.245          | 2585,3                       |
| 12229                                    | Sodegaura-shi                            | 袖ケ浦市   | 94,92           | 63.975       | 60.952          | 642,1                        |
| 12230                                    | Yachimata-shi                            | 八街市     | 74,94           | 66.430       | 70.734          | 943,9                        |
| 12231                                    | Inzai-shi                                | 印西市     | 123,79          | 103.677      | 92.670          | 748,6                        |
| 12232                                    | Shiroi-shi                               | 白井市     | 35,48           | 61.673       | 61.674          | 1738,3                       |
| 12233                                    | Tomisato-shi                             | 富里市     | 53,88           | 49.470       | 49.636          | 921,2                        |
| 12234                                    | Minami-Bōsō-shi                          | 南房総市   | 229,55          | 35.454       | 39.033          | 169,6                        |
| 12235                                    | Sōsa-shi                                 | 匝瑳市     | 101,48          | 34.427       | 37.261          | 367,0                        |
| 12236                                    | Katori-shi                               | 香取市     | 262,35          | 71.391       | 77.499          | 295,4                        |
| 12237                                    | Sammu-shi                                | 山武市     | 146,77          | 48.196       | 52.222          | 355,8                        |
| 12238                                    | Isumi-shi                                | いすみ市   | 157,50          | 35.570       | 38.594          | 245,0                        |
| 12239                                    | Ōami-Shirasato-shi                       | 大網白里市 | 58,08           | 47.722       | 49.184          | 846,8                        |
| 12320                                    | Inba-gun                                 | 印旛郡     | 51,52           |              | 42.183          | 818,8                        |
| 12322                                    | Shisui-machi                             | 酒々井町   | 19,01           | 20.278       | 20.955          | 1102,3                       |
| 12329                                    | Sakae-machi                              | 栄町       | 32,51           | 19.902       | 21.228          | 653,0                        |
| 12340                                    | Katori-gun                               | 香取郡     | 138,95          |              | 35.009          | 252,0                        |
| 12342                                    | Kōzaki-machi                             | 神崎町     | 19,90           | 5663         | 6133            | 308,2                        |
| 12347                                    | Tako-machi                               | 多古町     | 72,80           | 13.804       | 14.724          | 202,3                        |
| 12349                                    | Tōnoshō-machi                            | 東庄町     | 46,25           | 13.085       | 14.152          | 306,0                        |
| 12400                                    | Sanbu-gun                                | 山武郡     | 134,69          |              | 47.703          | 354,1                        |
| 12403                                    | Kujūkuri-machi                           | 九十九里町 | 24,44           | 14.652       | 16.510          | 675,0                        |
| 12409                                    | Shibayama-machi                          | 芝山町     | 43,24           | 6916         | 7431            | 171,9                        |
| 12410                                    | Yokoshiba-Hikari-machi                   | 横芝光町   | 67,01           | 22.271       | 23.762          | 354,6                        |
| 12420                                    | Chōsei-gun                               | 長生郡     | 226,96          |              | 60.040          | 264,5                        |
| 12421                                    | Ichinomiya-machi                         | 一宮町     | 22,99           | 11.622       | 11.767          | 512,3                        |
| 12422                                    | Mutsuzawa-machi                          | 睦沢町     | 35,59           | 6761         | 7222            | 202,9                        |
| 12423                                    | Chōsei-mura                              | 長生村     | 28,25           | 13.656       | 14.359          | 507,6                        |
| 12424                                    | Shirako-machi                            | 白子町     | 27,50           | 10.280       | 11.149          | 405,4                        |
| 12426                                    | Nagara-machi                             | 長柄町     | 47,11           | 6664         | 7337            | 155,7                        |
| 12427                                    | Chonan-machi                             | 長南町     | 65,51           | 7368         | 8206            | 125,3                        |
| 12440                                    | Isumi-gun                                | 夷隅郡     | 154,72          |              | 17.158          | 110,9                        |
| 12441                                    | Ōtaki-machi                              | 大多喜町   | 129,87          | 8762         | 9843            | 75,8                         |
| 12443                                    | Onjuku-machi                             | 御宿町     | 24,85           | 6769         | 7315            | 294,4                        |
| 12460                                    | Awa-gun                                  | 安房郡     | 45,17           |              | 8022            | 177,5                        |
| 12463                                    | Kyonan-machi                             | 鋸南町     | 45,17           | 7027         | 8022            | 177,5                        |
|                                          |                                          |            |                 |              |                 |                              |
| Shi-bu („Anteil der kreisfreien Städte“) | Shi-bu („Anteil der kreisfreien Städte“) | 市部       | 4.404,72        |              | 6.012.551       | 1364,8                       |
| Gun-bu („Anteil der Landkreise“)         | Gun-bu („Anteil der Landkreise“)         | 郡部       | 752,02          |              | 210.115         | 279,4                        |
|                                          |                                          |            |                 |              |                 |                              |
| 12000 (JP-12)                            | Chiba-ken                                | 千葉県     | 5.156,74        | 6.275.916    | 6.222.666       | 1206,5                       |

## Größte Orte
| VZ-Jahr       | Einwohner | Einwohner | Einwohner | Einwohner |
| VZ-Jahr       | 2015      | 2010      | 2005      | 2000      |
| ------------- | --------- | --------- | --------- | --------- |
| Chiba         | 971.882   | 961.749   | 924.319   | 887.164   |
| Funabashi     | 622.890   | 609.040   | 569.835   | 550.074   |
| Matsudo       | 483.480   | 484.457   | 472.579   | 464.841   |
| Ichikawa      | 481.732   | 473.919   | 466.608   | 448.642   |
| Kashiwa       | 413.954   | 404.012   | 380.963   | 327.851   |
| Ichihara      | 274.656   | 280.416   | 280.255   | 278.218   |
| Yachiyo       | 193.152   | 189.781   | 180.729   | 168.848   |
| Nagareyama    | 174.373   | 163.984   | 152.641   | 150.527   |
| Sakura        | 172.739   | 172.183   | 171.246   | 170.934   |
| Narashino     | 167.909   | 164.530   | 158.785   | 154.036   |
| Urayasu       | 164.024   | 164.877   | 155.290   | 132.984   |
| Noda          | 153.583   | 155.491   | 151.240   | 119.922   |
| Kisarazu      | 134.141   | 129.312   | 122.234   | 122.768   |
| Abiko         | 131.606   | 134.017   | 131.205   | 127.733   |
| Narita        | 131.190   | 128.933   | 100.717   | 95.704    |
| Kamagaya      | 108.917   | 107.853   | 102.812   | 102.573   |
| Inzai         | 92.670    | 88.176    | 60.060    | 60.468    |
| Mobara        | 89.688    | 93.015    | 93.260    | 93.779    |
| Yotsukaidō    | 89.245    | 86.726    | 84.770    | 82.552    |
| Kimitsu       | 86.033    | 89.168    | 90.977    | 92.076    |
| Katori        | 77.499    | 82.866    | –         | –         |
| Yachimata     | 70.734    | 73.212    | 75.735    | 72.595    |
| Asahi         | 66.586    | 69.058    | 70.643    | 40.963    |
| Chōshi        | 64.415    | 70.210    | 75.020    | 78.697    |
| Shiroi        | 61.674    | 60.345    | 53.005    | –         |
| Sodegaura     | 60.952    | 60.355    | 59.108    | 58.593    |
| Tōgane        | 60.652    | 61.751    | 61.701    | 59.605    |
| Sanmu         | 52.222    | 56.089    | –         | –         |
| Tomisato      | 49.636    | 51.087    | 51.370    | –         |
| Ōamishirasato | 49.184    | –         | –         | –         |
| Tateyama      | 47.464    | 49.290    | 50.527    | 51.412    |
| Futtsu        | 45.601    | 48.073    | 50.162    | 52.839    |
| Minamibōsō    | 39.033    | 42.104    | –         | –         |
| Isumi         | 38.594    | 40.962    | –         | –         |
| Sōsa          | 37.261    | 39.814    | –         | –         |
| Kamogawa      | 33.932    | 35.766    | 36.475    | 29.981    |
| Katsuura      | 19.248    | 20.788    | 22.198    | 23.235    |
| Sawara        | –         | –         | 45.965    | 48.328    |
| Yokaichiba    | –         | –         | 32.067    | 32.807    |

- 1. April 2001 – Die Kleinstadt Shiroi wird zur kreisfreien Stadt erhoben.
- 1. April 2002 – Die Kleinstadt Tomisato wird zur kreisfreien Stadt erhoben.
- 5. Dezember 2005 – Die Kleinstadt Isumi gliedert zwei Gemeinden ein und wird kreisfreie Stadt.
- 23. Januar 2006 – Die Stadt Yōkaichiba gliedert eine Gemeinde ein und zur kreisfreien Stadt Sōsa.
- 20. März 2006 – Sieben Gemeinden fusionieren zur kreisfreien Stadt Minamibōsō.
- 27. März 2006 – Die kreisfreie Stadt Sawara bildet mit drei Gemeinden die neue (kreisfreie) Stadt Katori.
- 27. März 2006 – Vier Gemeinden fusionieren zur neuen kreisfreien Stadt Sanmu.
- 27. März 2006 – Zwei Gemeinden fusionieren zur neuen kreisfreien Stadt Yokoshibahikari.
- 1. Januar 2013 – Die Kleinstadt Ōamishirasato erhält den Status einer kreisfreien Stadt.

## Bevölkerungsentwicklung der Präfektur
| Census- Jahr | Gesamt- Bevölkerung | männliche Bevölkerung | weibliche Bevölkerung | Geschlechter- verhältnis Männer auf 1000 Frauen | Fläche in km² | Bevölkerungs- dichte Einw. je km2 |
| ------------ | ------------------- | --------------------- | --------------------- | ----------------------------------------------- | ------------- | --------------------------------- |
| 1920         | 1.336.155           | 656.968               | 679.187               | 967                                             | 5078,81       | 263,1                             |
| 1925         | 1.399.257           | 691.242               | 708.015               | 976                                             | 5078,81       | 275,5                             |
| 1930         | 1.470.121           | 729.439               | 740.682               | 985                                             | 5078,81       | 289,5                             |
| 1935         | 1.546.394           | 764.751               | 781.643               | 978                                             | 5062,09       | 305,5                             |
| 1940         | 1.588.425           | 776.541               | 811.884               | 957                                             | 5062,09       | 313,8                             |
| 1945         | 1.966.862           | 908.228               | 1.058.634             | 858                                             | 5062,09       | 388,6                             |
| 1950         | 2.139.037           | 1.036.932             | 1.102.105             | 941                                             | 5032,16       | 425,1                             |
| 1955         | 2.205.060           | 1.074.181             | 1.130.879             | 950                                             | 5033,92       | 438,0                             |
| 1960         | 2.306.010           | 1.128.734             | 1.177.276             | 959                                             | 5034,43       | 458,1                             |
| 1965         | 2.701.770           | 1.343.167             | 1.358.603             | 989                                             | 5050,46       | 535,0                             |
| 1970         | 3.366.624           | 1.694.854             | 1.671.770             | 1014                                            | 5078,86       | 662,9                             |
| 1975         | 4.149.147           | 2.095.295             | 2.053.852             | 1020                                            | 5114,82       | 811,2                             |
| 1980         | 4.735.424           | 2.383.157             | 2.352.267             | 1013                                            | 5142,60       | 920,8                             |
| 1985         | 5.148.163           | 2.588.365             | 2.559.798             | 1011                                            | 5150,14       | 999,6                             |
| 1990         | 5.555.429           | 2.802.774             | 2.752.655             | 1018                                            | 5155,75       | 1077,5                            |
| 1995         | 5.797.782           | 2.923.839             | 2.873.943             | 1017                                            | 5155,98       | 1124,5                            |
| 2000         | 5.926.285           | 2.976.984             | 2.949.301             | 1009                                            | 5156,19       | 1149,4                            |
| 2005         | 6.056.462           | 3.029.486             | 3.026.976             | 1001                                            | 5156,68       | 1174,5                            |
| 2010         | 6.216.289           | 3.098.139             | 3.118.150             | 994                                             | 5156,70       | 1205,5                            |
| 2015         | 6.222.666           | 3.095.860             | 3.126.806             | 990                                             | 5157,65       | 1206,5                            |

## Kultur
Traditionell ist die Präfektur Chiba Partnerregion des einmal jährlich im Frühsommer stattfindenden Japan-Tages in Düsseldorf – eines deutsch-japanischen Begegnungsfestes mit über einer Million Besucher.

## Symbole
Chibas Meibutsu („bekannte Sache“) sind Erdnüsse. Die meisten Erdnüsse Japans werden hier geerntet und auch zu Erdnussöl weiterverarbeitet.